# Парк пам'яті Наталії Десятової-Шостенко
Парк пам'яті Наталії Десятової-Шостенко — парк-пам'ятка садово-паркового мистецтва місцевого значення. Об'єкт розташований на території Голопристанського району Херсонської області, с. Чулаківка.
Площа — 4 га, статус отриманий у 1983 році.